# 徐吉偉
徐吉偉主教（英語：Bishop Anthony Xu Ji-wei，1935年4月2日—2016年9月25日），聖名安多尼，是教區第二任正權主教，為教廷和中华人民共和国政府所承認。

## 生平
徐吉偉生於1935年4月2日的中華民國上海，祖籍寧波。1948年至1958年他先後在天主教寧波增爵修院、上海徐匯總修院唸書。於1960年至1985年因信仰先被判刑五年，後往勞改農場就業，期間曾在中學任教六年。1985年，他獲撤銷原判返回上海，進入佘山修院復習，同年11月晉鐸並留校任教。1987年回寧波教區服務。
1999年3月他被調派至台州教區任宗座署理兼椒江堂區本堂神父。2010年7月10日祝聖為主教，是教區主教胡若山逝世48年後，第二任台州教區主教。
他也是省天主教愛國會主任、市愛國會主任、教區教區長，市政協常委。
2016年9月25日去世。